# Magyar Selyemipar Vállalat
A Magyar Selyemipar Vállalat (rövidített nevén: MSV, a vállalatot külföldön DUNASILK néven ismerték) 1955. január 1-jével alakult hét selyemszövödéből, két selyemcérnázógyárból, valamint egy selyemkikészítő gyárból. Ezzel az akkori magyarországi selyemipar egészét egy szervezetbe tömörítették. Ebben az évben a selyemipar a magyar textilipar termelési értékének 4,1%-át állította elő és összesen mintegy 3-4 ezer embernek adott munkát. A vállalat ebben a formájában lényegében 1991-ben bekövetkezett felszámolásáig állt fenn. Ezt követőleg felbomlott és a nagyvállalatot alkotó egyes gyárak ismét önállóak lettek vagy megszűntek. Ma már csak a tolnai és a szentgotthárdi gyár működik.
A Magyar Selyemipar Vállalat fennállásnak mintegy 35 éve alatt igen sok beruházást, műszaki és technológiai fejlesztést hajtott végre a hozzá tartozó gyárakban, korszerű termékek kifejlesztésével, nagyüzemi gyártásuk bevezetésével, bel- és külföldi értékesítésével járult hozzá a magyar textilipar fejlődéséhez.

## A Magyar Selyemipar Vállalatot alkotó gyárak története
Az újonnan alakult állami nagyvállalat a következő korábbi gyárakat foglalta magában:
- Adria Selyemszövőgyár, Kőbánya,
- Duna Cérnázógyár, Kelenföld,
- Hungária Jacquardszövőgyár, Kispest,
- Mohácsi Szövőgyár, Mohács,
- Pipacs Szövőgyár, Kispest,
- Selyemkikészítőgyár, Óbuda,
- Soproni Szövőgyár, Sopron,
- Szentgotthárdi Szövőgyár, Szentgotthárd,
- Tolnai Fonógyár, Tolna,
- Váci Bélésszövetgyár, Vác.

### Adria Selyemszövőgyár
Az Adria Selyemszövőgyár Rt.-t 1930-ban alapította családi részvénytársaságként Gyárfás Gábor rövidáru-nagykereskedő, akinek ugyanabban az épületben volt üzlethelyisége, ahol az Adria Biztosító Intézet is székelt – innen ered a cég neve. Maga a gyár Kőbányán, a Halom utcában volt, a Joss M. Löwenstein Fehérneműgyár – a későbbi Férfifehérneműgyár – épületében bérelt helyiségekben, ahol 12 szövőgép működött és 20 munkás dolgozott. A munkások két műszakban dolgoztak, 12-12 órás mukaidőben. A szövetek színezését, kikészítését a Hazai Pamutszövőgyárban végezték. Mivel a bérelt helyiségekben bővítésre nemigen volt lehetőség, 1933-ban az üzemet egy, a budapesti Gyömrői úton e célra épített új épületbe költöztették át, ahol a már 60 szövőgépet és a hozzájuk tartozó előkészítő gépeket kényelmesen elhelyezhették. 1935-ben már 120 szövőgéppel rendelkeztek és a munkások száma 200-ra nőtt.
A második világháború alatt az épület csak kisebb károkat szenvedett, de a belvárosi Adria-palotában tárolt készletek egy tűz következtében megsemmisültek. A háború után 1945 februárjában indult meg újra a termelés, ekkor a szovjet hadsereg által biztosított nyersanyagból készítettek sebkötöző pólyákat. Az ezt követő években végre tudtak hajtani bizonyos korszerűsítéseket. 1961-ben új szövőelőkészítő üzemet építettek és 200-ra bővítették a szövőgépparkot.
A Magyar Selyemipar Vállalat keretében a gyárat batiszt jellegű női- és gyermekruházati szövetek, férfiing-anyagok, ágyneműk és háztartási textíliák gyártására specializálták.

### Duna Cérnázógyár
A Duna Cérnázógyár elődje az 1933-ban alapított Danubia Textilelőkészítő Rt. volt, amelynek tulajdonosa a francia Comptoir des Textils Artifiels cég volt. Arra a célra hozták létre, hogy hazai gyártásban készülhessenek a speciális selyemfonalak. A magyar állam a gyár részére 15 évre szóló 25%-os vámkedvezményt biztosított.
A vállalat igen jól prosperált, 1941-ben már mintegy 1000 tonna különféle selyemfonalat gyártott, amit 1943-ra – újabb gépbeszerzésekkel – tovább növeltek. A háború alatt akadozott ugyan a nyersanyagbeszerzés, de ennek áthidalására jó lehetőséget kínált a nyergesújfalui Magyar Viscosa Rt. megindulása 1941-ben, amely viszkózfonallal láthatta el a Danubia gyárat.
A II. világháború alatt, Budapest ostroma idején a gyárépületben tűz ütött ki és a termelés lehetetlenné vált. A helyreállítási munkák februárban kezdődhettek meg és 1945 májusában ismét megindulhatott a termelés.
A Magyar Selyemipar Vállalathoz csatolt gyárat Duna Cérnázógyár néven szintetikus (poliamid és poliészter alapú) fonalak terjedelmesítésére specializálták. E célra akkor igen korszerűnek számító gépekkel szerelték fel és ezzel a gyár jelentős mértékben hozzájárult a hazai szövő- és kötőipar fonalellátásához a terjedelmesített fonalak körében.

### Hungária Jacquardszövőgyár

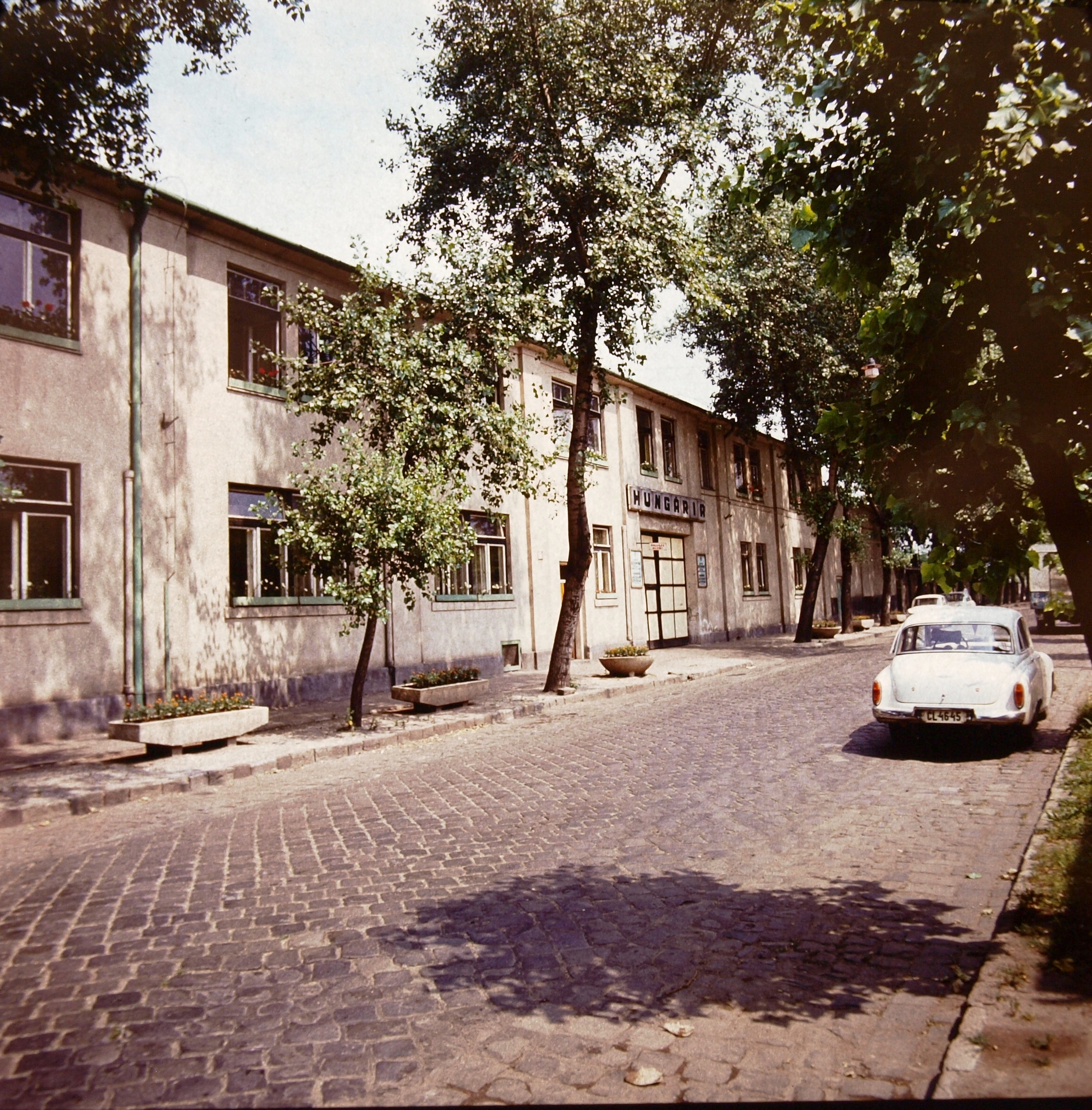
A Hungária Jacquardszövőgyár épülete Kispesten

Schwarz Lajos textil-nagykereskedő 1898-ban Budapesten, egy Bajza utcai bérház alagsorában alapította meg 6 darab kézi jacquard-kéziszövőszékkel, cseh munkásokkal a Schwarz Lajos Első Magyar Jacquard Szövészet-et, címkék és bélésszövetek gyártására. Néhány év múlva új helyre költöztette és bővítette üzemét. Az alapító halálát követően, 1908-ban egy kis tőkés csoport vásárolta meg a céget és telepítette át Kispestre. Ekkor nevezték át Hungária Jacquardszövőgyár Rt.-re és elsősorban nyakkendők, fejkendők, felsőruha-szövetek, valamint népi motívumokkal díszített parasztbrokát szövetek gyártására rendezték be. Az első világháborút megelőző években 72 mechanikai (transzmissziós hajtással működtetett) szövőgéppel és 60 emberi erővel működtetett jacquard-kéziszövőgéppel dolgoztak, a foglalkoztatottak száma 400 körül volt. Az 1920–1930-as években jelentős korszerűsítéseket végeztek és rátérek az akkor újnak számított műselyemfonalak használatára is. Termékeinek népszerűségét jelzi, hogy az akkori Iparcsarnokban tartott XIII. Árumintavásár (1922) alkalmából dicsérő ismertetés jelent meg a sajtóban.
A II. világháború alatt a gyárat súlyos károk érték, de a háború utáni újjáépítés eredményeképpen a termelés hamar megindult. 1957-ben – már a Magyar Selyemipar Vállalat egyik gyáraként – jelentős korszerűsítést hajtottak végre, aminek során korszerű, csehszlovák gyártmányú, ún. francia rendszerű jacquard-fejekkel szerelték fel a szövőgépeket. Az 1960-as években bevezették a poliamid- és poliészterfonalak használatát, a szövőgéppark elavult gépeit kiselejtezték és helyettük 240 darab korszerű, svájci gyártmányú szövőgépet helyeztek üzembe, korszerűsítették és bővítették a szövőelőkészítő üzemet és magát a gyárépületet, egyebek között légkondicionáló berendezést helyeztek üzembe.

### Mohácsi Selyemszövőgyár
Az 1905-ben alapított, majd 1922-ben leszerelt gyárat 1923-ban a Magyar Selyemfonodák Haszonbérlete Rt. és a Hungária Jacquardszövőgyár Rt. Mohácsi Selyemipari Rt. néven indította újra. Az 1930-as évek gazdasági válsága miatt az üzemet leállították, gépeinek nagy részét leszerelték. 1934-ben a Soproni Selyemipar Rt. vásárolta meg és indította be újra a gyárat, egy csehországi leégett textilgyár gépeit telepítve ide. 1944 novemberéig rendben működött a vállalat, ekkor azonban a visszavonuló német csapatok lőállásaikat a gyárudvarban állították fel, ellehetetlenítve a termelés folytatását, majd kivonulásukkor ki is rabolták a gyárat. 1945 januárjában indult meg a helyreállítás és kezdődött meg újra a termelés.
Az MSV-hez csatolt gyárban az 1960-as években jelentős fejlesztéseket hajtottak végre, korszerűsítették az épületeket és a fonalelőkészítő üzemet, bővítették a szövőgépparkot. Elsősorban selyemszöveteket, de emellett üvegszál-fonalakból készült műszaki szöveteket is készítettek

### Pipacs Selyemszövőgyár
A gyárat 1924-ben Budapesten, az akkori Külső-Üllői út 36. sz. telken építették fel és mint Fleischer és Kemény Selyemszövőgyár kezdte meg működését. A 74 főt foglalkoztató gyárban szövöde és fonalelőkészítő üzem, valamint raktár és iroda működött. A 44 sima nyüstös szövőgépen pamut-, hernyóselyem- és műselyem-bélésszöveteket állítottak elő. 1926-ban a gyárat egy osztrák társaság vásárolta meg és Schill Testvérek Kispesti Selyemszövőgyár Rt. néven működött tovább. Az 1920–1930-as években több lépésben korszerűsítették a gépparkot és bővítették a gyártmányválasztékot: pamut-, gyapjú-, hernyóselyem- és műselyemfonalakból brokát-, nőifehérnemű- és felsőruha-szöveteket, valamint lakástextíliákat állítottak elő.
A II. világháború során a gyárat nem érte súlyosabb kár. A háború befejeztével, 1945-ben mint német tulajdon, a Schill-gyár szovjet tulajdonba ment át és Vörös Pipacs Selyemszövőgyár néven folytatta működését. 1951 végén a gyárat magyar tulajdonba adták át, akkor mint Pipacs Selyemszövőgyár működött tovább. Később a gyár egyesült a Hungária Jacquardszövőgyárral és mint annak I. gyártelepe szerepelt.

### Selyemkikészítőgyár
A selyemiparnak 1952-ig nem volt önálló kikészítő üzeme. A selyemszövetek színezését, kikészítését az Óbudai Textilkikészítőgyárban (korábban: Óbudai Fehérítő-, Festő- és Impregnálógyár Rt.), emellett a soproni és a szentgotthárdi selyemszövödék saját kikészítő üzemeiben végezték. 1952-ben az Óbudai Textilkikészítőgyárban biztosítottak helyet kifejezetten a selyemkikészítés céljára. 1958-ban azután ezt a teljes üzemet a Magyar Selyemipar Vállalat keretében, Selyemkikészítőgyár néven a selyemipar számára működtették. Korszerűsítették az épületeket, a gépparkot, jelentősen bővítették a kapacitást. A gyártástechnológiát a hazánkban akkoriban egyre nagyobb mennyiségben felhasznált szintetikus szálasanyagok követelményeinek megfelelően alakították át.

### Soproni Selyemszövőgyár
A későbbi Soproni Selyemszövőgyár két, egymással szemben épült gyár egyesítéséből keletkezett: egy osztrák családi részvénytársaság 1926-ban alapította meg a Trebitsch S. és Fiai Selyemárugyár Rt.-t, 1929-ben pedig Soproni Selyemipar Rt. néven alakult meg egy másik cég. Ezt a két korább gyárat együttesen rendelték Soproni Selyemszövőgyár néven a Magyar Selyemipar Vállalat hatáskörébe.
A Trebitsch-féle gyár hernyóselyemből, műselyemből, műrostból kendők, női fehérneműk alapanyagait, paplanbrokátot, bársonyimitációt készített. A nyers kelmét 1938-ig Bécsbe vitték színezésre és kikészítésre, ezt követőleg a szemközti Soproni Selyemipar Rt.-nél és más hazai gyárakban végeztették ezt a munkát. A cég termékeit főleg külföldön értékesítették.
1941-ben közgyűlési határozattal Dunántúli Selyemszövőgyár Rt.-re változtatták a vállalat nevét.
1944 decemberében a gyárat bombatalálat érte és súlyos károkat szenvedett. 1945 február végére sikerült az üzemet olyan állapotra hozni, hogy néhány gépen ismét megkezdődhetett a termelés, de egy márciusi újabb bombázás ismét tönkretett mindent.
A Soproni Selyemipar Rt.-t Madarász Imre selyem-nagykereskedő alapította 1929-ben. Az alapításkor 65 géppel indult üzemben 1939-re már 205 – részben jacquard-szövetek készítésére alkalmas – szövőgép működött és termékeinek mintegy 40%-át külföldön, Nyugat-Európában és Kanadában értékesítette. Női fehérneműk anyagait, női felsőruha-szöveteket, nyakkendőszöveteket, kendőszöveteket, paplanbrokátokat gyártottak. 1933-ban festödét és kikészítő üzemet is létesítettek.
Részben a kapacitások jobb kihasználása, részben a konkurencia kikapcsolása érdekében a cég 1934-ben megvásárolta a Mohácsi Selyemipar Rt.-t és berendezkedtek kreppcérnázásra és filmnyomásra is.
A II. világháború alatt a légitámadások a gyárat megkímélték ugyan, de a kivonuló német csapatok március végén felrobbantották az egyik üzemépületet.
A két gyár 1955-ben a Magyar Selyemipar Vállalathoz került és női felsőruházati szövetek, esernyőszövetek és paplanbrokátok gyártására speializálódott.

### Szentgotthárdi Selyemszövőgyár
Az olasz származású Bujatti család által 1900-ban alapított gyár nemcsak szövödével, hanem saját festödével és kikészítő üzemmel is rendelkezett. A nyersanyagot (zömében hernyóselyem-fonalat) Olaszországból szerezte be. Az 1929–1933-as világgazdasági válság következtében a gyár igen nehéz helyzetbe került, gépeinek jórészét el kellett adnia, a munkások szétszéledtek és a gyárat 1932-ben be is zárták. 1935-ben indult meg újra itt a termelés, amikor a gyárat a csehszlovák Tusch családi részvénytársaság vette meg. A munkások is visszatértek. A gépparkot használt gépek vásárlásával bővítették és kapacitásuk jóval meghaladta az üzem eredeti termelő kapacitását. A hernyóselyem mellett jelentős mennyiségben dolgoztak fel műselyem-fonalat is. A fonalszükséglet 90%-át importálták, a termékek 20%-át külföldön értékesítették. 1932-ben rátértek a fehérnemű- és nőiruha-konfekcionálásra is.
A II. világháború alatti légitámadások megkímélték ugyan a gyárat, de a helyi csatározások során az üzemet több tüzérségi találat érte. A kivonuló németek fel akarták robbantani az épületeket – ebben csak gyors menekülésük és a dolgozók leleményessége akadályozta meg őket, akiknek sikerült a végrehajtást megakadályozniuk.
A Magyar Selyemipar Vállalathoz tartozó gyárban jelentős műszaki fejlesztéseket hajtottak végre. 1960 és 1964 között nagy számú, részben hazai gyártású szövőgépet helyeztek üzembe és korszerűsítették a szövőelőkészítő üzemet is. 1967-ben a szövőgépparkot 360 korszerű, svájci gyártmányú szövőgéppel bővítették, és bővítették a szövőelőkészítő gépparkot és az épületet is.
A rendszerváltozást követő, 1993-ban lezárult privatizáció eredményeként a gyár Lurotex Kft. néven, az olasz érdekeltségű Radici Group tagjaként folytatja működését. Selyem típusú szövetek gyártásával meghatározó szerepe van a magyar piacon. Termékválasztékát viszkózból és szintetikus fonalból készült bélésszövetek, poliészterből készült ruhaanyagok, zászlók, napernyők, reklámhordozó szövetek, továbbá szenny- és olajtaszító kikészítésű munkaruha- és védőruházati alapanyagok, valamint pamut/poliészter összetételű, jacquard-szövésű éttermi textíliák (abroszok, szalvéták), ágyneműszövetek alkotják.

### Tolnai Selyemfonógyár
A Tolnai Selyemfonógyárat Bezerédj Pál alapította 1900-ban. A gyárat 1918-ban a Magyar Királyi Állami Selyemfonógyárak Haszonbérlete Rt. nevű cég vette kézbe 20 évre, majd ennek lejárta után ismét állami kezelésbe került. Az ezt követő években jelentős fejlesztéseket hajtottak végre és kiváló minőségű termékeik 60%-át exportálták.
Miután a gyár a Magyar Selyemipar Vállalathoz került, 1957-ben fonalfestödét is berendeztek itt. Megoldották a hernyóselyem-feldolgozás hulladékainak feldolgozását is. A hernyóselyem-termelés visszaesése miatt 1970-ben megszüntették a selyemfonást és áttértek a cellulóz alapú és a szintetikus szálasanyagokból (poliamidból, poliészterből), továbbá az üvegszál-fonalakból és ezek keverékeiből készült szövetek gyártására, valamint a szintetikus filamentfonalak terjedelmesítésére.
A rendszerváltozást (1989) követően, 1991-ben a gyár önálló gazdasági társasággá alakult és Tolnatext Fonalfeldolgozó és Műszakiszövet-gyártó Kft. néven folytatta a működését, miközben 97%-ban a Magyar Selyemipar Vállalat maradt a tulajdonosa. Még ugyanebben az évben azonban a Magyar Selyemipar Vállalat felszámolás alá került, a Tolnatext Kft.-ben lévő üzletrészét a németországi Dr. Günther Kast GmbH & Co. vásárolta meg. 1995. július 1-től ez a cég a Tolnatext Fonalfeldolgozó és Műszakiszövet-gyártó Bt. néven működő társaság tulajdonosa. A gyár ma üvegszál-fonalak felhasználásával elsősorban építőipari felhasználásra gyárt szövött és kötött műszaki kelméket, emellett fonalterjedelmesítéssel továbbra is foglalkozik. A gyár múltjára emlékezve azonban egy kis házi múzeumot tartanak fenn, ahol a régi gépek egy része és számos dokumentum látható.

### Váci Bélésszövetgyár
Magyar Bélés- és Szövetárugyár Rt. néven alapította 1935-ben Vácott egy Neumann és Zimmermann nevű német cég a későbbi Váci Bélésszövetgyár elődjét. Az alapító cég külföldön már akkor 7 gyárat mondhatott magáénak. A váci üzemben az induláskor 48 szövőgép működött és 52 alkalmazott dolgozott, négy évvel később a géppark már megkétszereződött. Belföldi megrendelésre gyártottak különböző ruhabélés-szöveteket. A II. világháború kitörése után a hadiszállítások mennyisége erősen megnövekedett, ami további gépberuházásokra ösztönözte a tulajdonosokat.
A háború után a gyárat mint volt német tulajdont, az Elhagyott Javak Kormánybiztossága vette kezelésbe, de az eredeti német tulajdonosoknak sikerült „kiigényelniük” és 1945 novemberétől 8 hónapig tovább működtették. Ekkor szovjet kezelésbe került, majd 1952-ben visszaadták a magyar államnak. Termékei továbbra is a bélésszövetek maradtak. Ezt a profilját a Magyar Selyemipar Vállalathoz csatolása után is megtartotta.
A Magyar Selyemipar Vállalat a gyárat több lépésben jelentősen bővítette, gépparkját és gyártástechnológiáját korszerűsítette.

## További információ
- Lázár Károly (2012). „A magyar selyemipar története”. Magyar Textiltechnika LXV (2-3), 95-99. o. (Hozzáférés: 2015. szeptember 13.)

## Kapcsolódó szócikk
Selyem